# Moon River
"Moon River" pjesma je koju je uglazbio Henry Mancini prema tekstu Johnnyja Mercera, i koja je 1961. nagrađena Oscarom za najbolju pjesmu. Pjesma je također poznata jer ju je Audrey Hepburn, otpjevala u filmu Blaka Edwarda Doručak kod Tiffanyja. Veliki broj glazbenika je kasnije otpjevao vlastite inačice ove pjesme.
Mali zaljev nedaleko mjesta Savannah u Georgiji, gdje je Johnny Mercer rođen, nazvan je po pjesmi "Moon River". Andy Williams, koji je također otpjevao pjesmu, nazvao je svoju izdavačku kući u Bransonu, Missouri, "Moon River".

## Tekst
"Moon River, wider than a mile, 

I'm crossing you in style some day.

Oh, dream maker, you heart breaker,

Wherever you're going I'm going your way.

Two drifters off to see the world;

There's such a lot of world to see.

We're after the same rainbow's end,

Waiting 'round the bend,

My huckleberry friend,

Moon River and me."

## Obrade
- Frank Sinatra
- Paul Anka
- Louis Armstrong
- Sarah Brightman
- Judy Garland
- James Last
- Morrissey
- Jim Reeves
- R.E.M.
- Barbra Streisand
- Westlife